# Rivarolo Canavese
Rivarolo Canavese é uma comuna italiana da região do Piemonte, província de Turim, com cerca de 11.949 habitantes. Estende-se por uma área de 32 km², tendo uma densidade populacional de 373 hab/km². Faz fronteira com Castellamonte, Salassa, Ozegna, Favria, Ciconio, Lusigliè, Feletto, Oglianico, Bosconero, Rivarossa, Lombardore.

## Demografia
| Variação demográfica do município entre 1861 e 2011                               |
|                                                                                   |
| Fonte: Istituto Nazionale di Statistica (ISTAT) - Elaboração gráfica da Wikipedia |